# Pyeonghae-eup
Pyeonghae-eup (koreanska: 평해읍) är en köping i den östra delen av Sydkorea,  240 km sydöst om huvudstaden Seoul. Den ligger i kommunen Uljin-gun i provinsen Norra Gyeongsang. 